# Кунув
Ку́нув (пол. Kunów) — місто в південній Польщі, на річці Каменна.
Належить до Островецького повіту Свентокшиського воєводства.

## Демографія
Демографічна структура станом на 31 березня 2011 року:
|          | Загалом | Допрацездатний вік | Працездатний вік | Постпрацездатний вік |
| -------- | ------- | ------------------ | ---------------- | -------------------- |
| Чоловіки | 1576    | 327                | 1074             | 175                  |
| Жінки    | 1594    | 254                | 924              | 416                  |
| Разом    | 3170    | 581                | 1998             | 591                  |